# たもりただぢ
たもりただぢは、日本の漫画家・コンピュータゲームの原画家・イラストレーター。

## 略歴
アニメ雑誌『ファンロード』の投稿者から、同人活動や内藤泰弘のアシスタントなどを経て、『Cアトラクティブ』（角川スニーカー文庫）のイラストレーションでデビュー。アダルトゲーム『Natural -身も心も-』（F&C）の原画で人気を博す。
以降は寡作ながら、少年漫画系の作風へ移行し、原作付き作品やライトノベルのコミカライズを執筆。そのため、『好色少年』（茜新社）の表紙イラストなど、アダルト系の仕事では「路杏るう」名義を使用している。

## 人物・エピソード
- 無類の蛙好きで、webで公開している日記のほぼ9割が蛙関連の記事である。

## 作品

### テレビアニメ
- R.O.D -THE TV-（J.C.STAFF）コスチュームデザイン担当
- グリザイアの迷宮（エイトビット）提供イラスト

### ゲーム
- Fate/Grand Order（TYPE-MOON） - 一部の概念礼装のイラストを担当。

### 18禁ゲーム
- Natural -身も心も-（F&C）
- ナチュラル★ぷち（F&C）

### 書籍

#### 挿絵
- Cアトラクティブ (角川書店「角川スニーカー文庫」) - （著：伏見けんじ）
- ナチュラル 〜身も心も〜（パラダイム「パラダイムノベルス」） - （著：清水マリコ）
- ナチュラル 〜アナザーストーリー〜（パラダイム「パラダイムノベルス」） - （著：清水マリコ）
- 生きのこれ! 歴死ダンジョン 信長のワナとゾンビ兵たち （講談社「青い鳥文庫」） - （著：りょくち真太）

#### 漫画
- Girl To Love（コアマガジン） - 「路杏るう」名義
- 烏丸学園ガンスモーキーズ（エンターブレイン「TECH GIAN」連載、全2巻）
- シザーマン（秋田書店「チャンピオンRED」連載） -（原作：倉田英之）
- 百合×薔薇（集英社「スーパーダッシュ&ゴー!」連載） - （原作：伊藤ヒロ キャラクター原案：高見明男）
- ソードアート・オンライン オルタナティブ ガンゲイル・オンライン（KADOKAWA「電撃マオウ」連載、全4巻） - （原作：時雨沢恵一＋川原礫 キャラクター原案：黒星紅白）
- その後の Nothing seek, nothing find（リコリス・リコイル 公式コミックアンソロジー リロード 掲載[1]）

#### 画集
- キャンディ・ラップ ― たもりただぢART BOOK（ワニブックス）